# Ryssland i olympiska vinterspelen 1998
Ryssland i olympiska vinterspelen 1998

## Medaljer

### Guld
- Skidskytte
  - Sprint damer: Galina Kukleva
- Längdskidåkning
  - 30 km fritt damer: Julia Tjepalova
  - 15 km klassiskt damer: Olga Danilova
  - 5 km klassiskt damer: Larisa Lazutina
  - 10 km jaktstart damer: Larisa Lazutina
  - Stafett damer: Olga Danilova, Nina Gavriljuk, Larisa Lazutina, Jelena Välbe
- Konståkning
  - Herrar individuellt: Ilja Kulik
  - Par: Oksana Kazakova och Artur Dmitrijev
  - Isdans: Oksana Grisjuk och Jevgenij Platov

### Silver
- Skidskytte
  - Stafett, damer: Albina Achatova, Galina Kukleva, Olga Melnik, Olga Romasko
- Längdskidåkning
  - 10 km jaktstart damer: Olga Danilova
  - 15 km klassiskt damer: Larisa Lazutina
- Konståkning
  - Par: Jelena Berezjnaja och Anton Sicharulidze
  - Isdans: Anjelika Krylova och Oleg Ovsjannikov
- Ishockey
  - Pavel Bure, Valerij Bure,  Sergej Gontjar, Aleksej Gusarov 
 Valerij Kamenskij, Darius Kasparaitis, Igor Kravtjuk, Sergej Krivokrasov 
 Boris Mironov, Dimitrij Mironov,  Aleksej Morozov, Sergej Nemtjinov 
 Oleg Sjevtsov, Michail Sjtalenkov,  German Titov, Andrej Trefilov 
 Aleksej Jasjin, Dmitrij Jusjkevitj,  Valerij Zelepukin, Aleksej Zjamnov, Aleksej Zjitnik

### Brons
- Skidskytte
  - Stafett, herrar: Vladimir Dratjov, Viktor Majgurov, Pavel Muslimov, Sergej Tarasov
- Längdskidåkning
  - 30 km fritt damer: Larisa Lazutina
- Nordisk kombination
  - 15 km: Valerij Stoljarov